# Vivianit
Vivianit („Pământ albastru feros”, „Mulinit”, „Albastru de Berlin natural”) este un mineral, un fosfat de fier.

## Descriere
Cristalizează în sistemul monoclinic. 
Agregatele radiare pot atinge un diametru de 2 m și cristalele o lungime de 1,3 m. 
În spărtura proaspătă vivianitul este incolor, dar oxidează rapid în contact cu aerul, devenind de la albastru la negru.

## Utilizare
- pigment de culoare
- piatră semiprețioasă